# Diepenheim

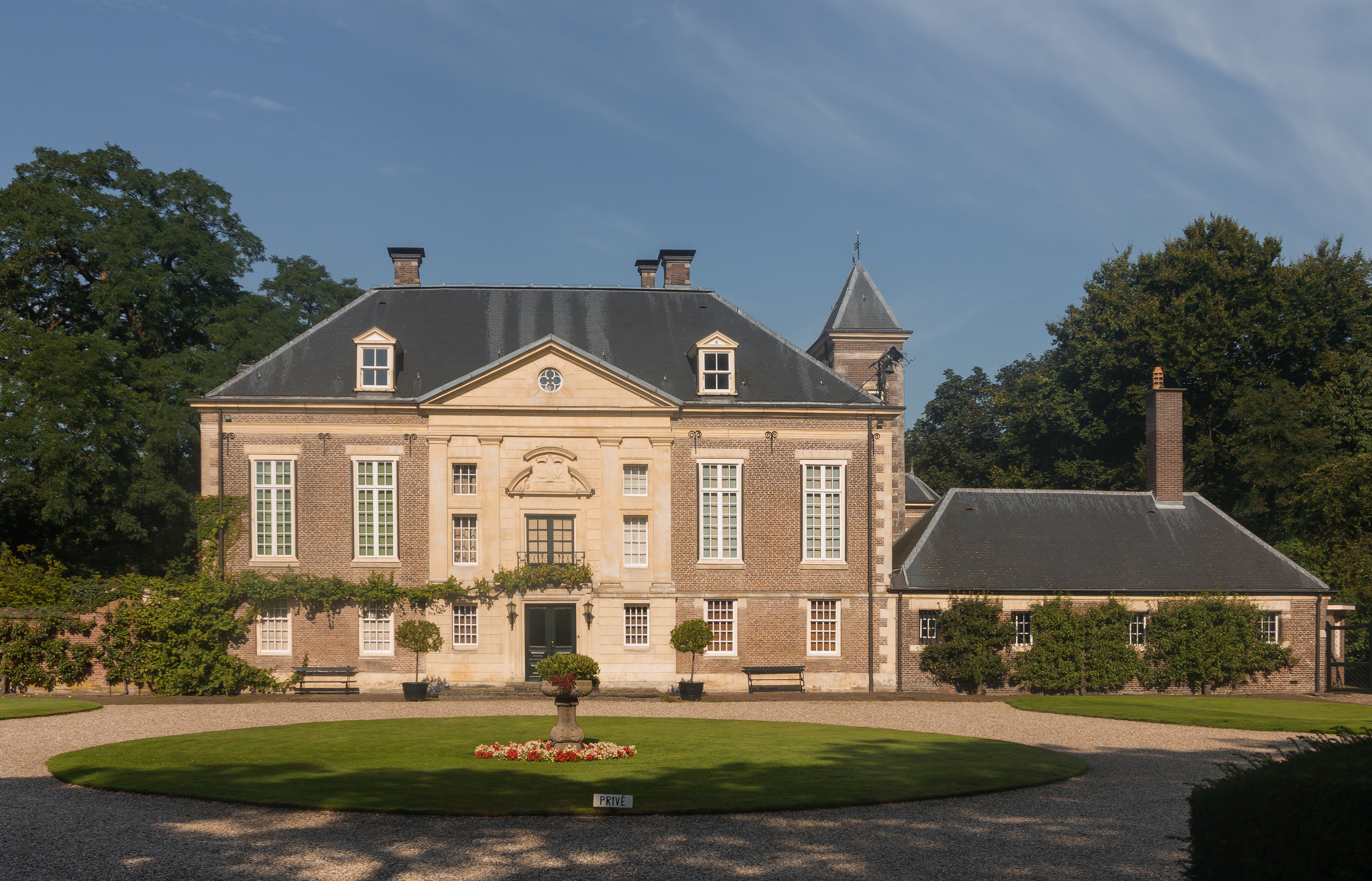
Huis Diepenheim

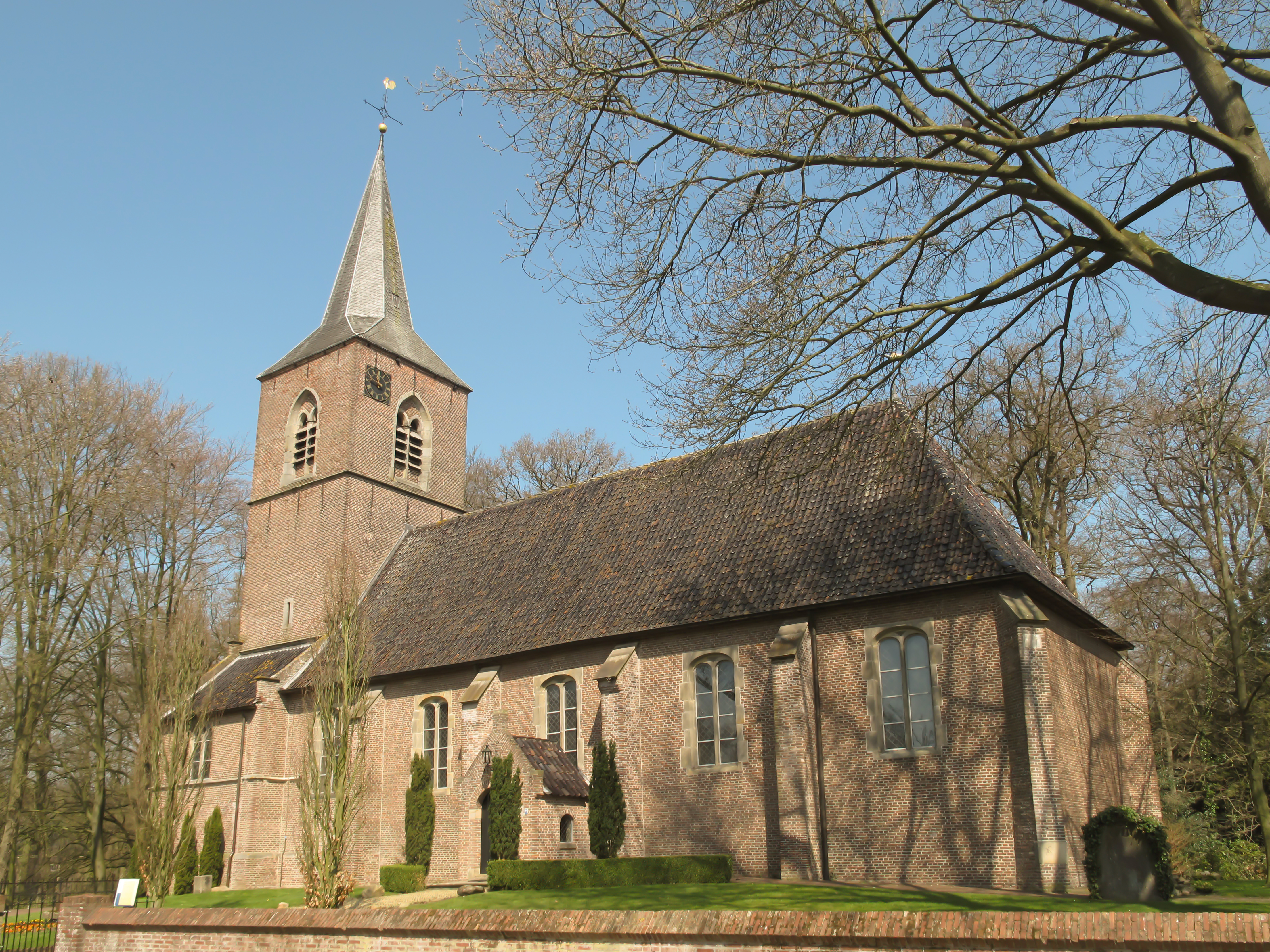
De Nederlands-hervormde Johanneskerk in Diepenheim

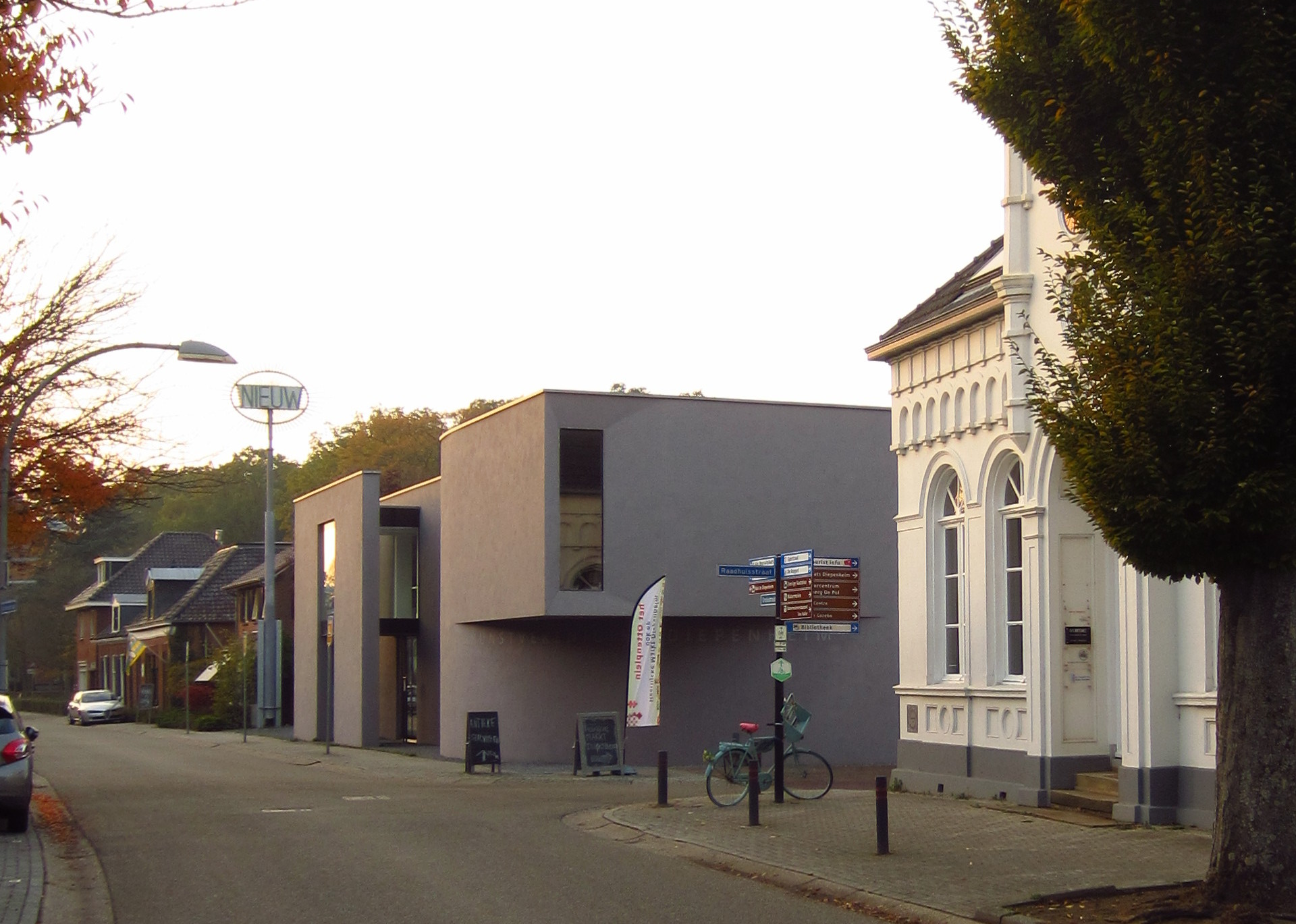
Kunstvereniging Diepenheim

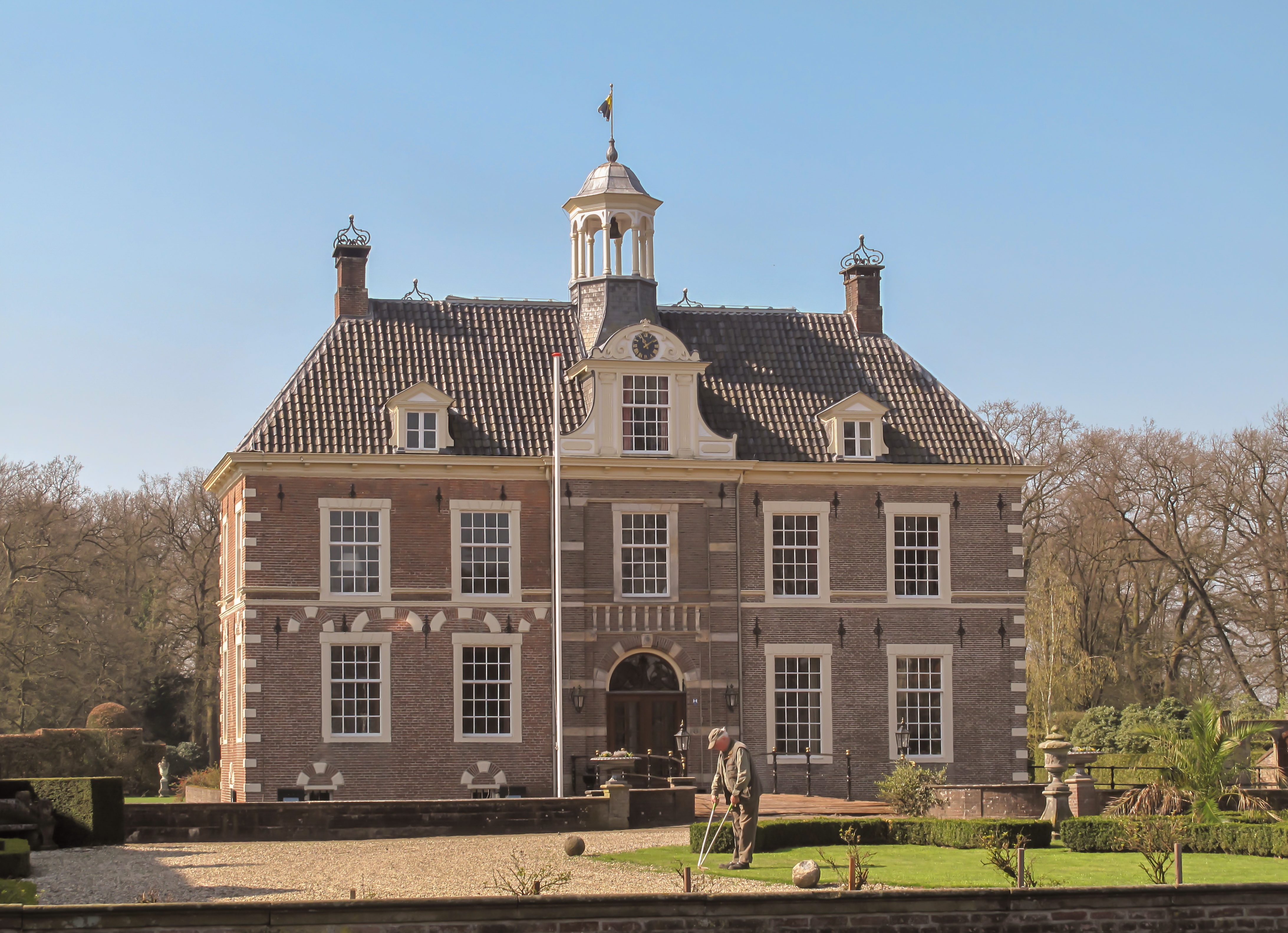
Kasteel Warmelo

Diepenheim (Nedersaksisch: Deep'n) is een stadje in de gemeente Hof van Twente in de Nederlandse provincie Overijssel, gelegen aan de Regge. Diepenheim is een centrum voor de beeldende kunst en staat bekend om de kastelen en havezaten en de in stijl aangelegde tuinen en parken.

## Geschiedenis
Diepenheim is een van de acht middeleeuwse steden in Twente. Het is ontstaan in de heerlijkheid Diepenheim, die eerst in bezit was van de Heren van Diepenheim en in de tweede helft van de twaalfde eeuw door het huwelijk van de erfdochter Regenwice van Diepenheim in handen kwam van de graven van Dahl. In 1331 werd de heerlijkheid verkocht aan de bisschop van Utrecht.
In 1224 werd de kapel van het Huis Diepenheim verheven tot parochiekerk en het bijbehorende grondgebied afgescheiden van de parochie Markelo, waar Diepenheim tot dan kerkelijk toe behoorde. De kerk is gewijd aan de Johannes de Evangelist en doet sinds de 17e eeuw dienst als Nederlands-Hervormde kerk (zie Johanneskerk). Gedurende de Reformatie ging de bevolking van Diepenheim overwegend wél over tot het protestantisme, maar bleef de bevolking van de tot Diepenheim behorende buurtschap Markvelde in grote meerderheid Rooms-katholiek.
In tegenstelling tot bijvoorbeeld de Twentse steden Enschede of Oldenzaal, is de industrialisatie in de 19de eeuw en daarna aan Diepenheim voorbijgegaan. Het is qua inwoners de kleinste Twentse stad gebleven. Vandaar de troetelnaam Stedeke. Mede door de aanwezigheid van de feodale landgoederen en kastelen rondom de kern heeft het door de eeuwen heen zijn landelijke karakter behouden. Tot ver in de 20e eeuw is arbeid in de agrarische sector de belangrijkste bron van inkomsten voor de inwoners geweest. Voor zover bekend heeft Diepenheim officieel nooit stadsrechten gekregen. Wel schijnt de heer van Diepenheim een soort stadsrecht te hebben verstrekt. Een document daarover zou in 1597, toen het oud-archief door brand is verwoest, verloren zijn gegaan. Het stadsrecht is in 1602 opnieuw op papier gezet in de vorm van het nieuwe stadsboek.
Diepenheim kent, als een van de weinige plaatsen in Nederland, een traditie van borgmannen.
Diepenheim had een station aan de spoorlijn Neede - Hellendoorn. Het gebouw staat er nog. Eerder heette het latere station Markelo aan de spoorlijn Zutphen - Glanerbrug station Diepenheim.
Tot de vorming van de gemeente Hof van Twente in 2001 was Diepenheim de kleinste gemeente in Overijssel met een oppervlakte van 2644 hectare, 1024 woningen en 2754 inwoners.

## Toerisme en kunst
Diepenheim heeft vanwege de pittoreske uitstraling aanloop van toeristen. Er zijn verschillende bezienswaardigheden op het gebied van cultureel-historisch erfgoed. De plaats wordt omringd door zes kastelen en watermolen Den Haller die al wordt genoemd in de 12e eeuw. De molen benut het water van de Diepenheimse Molenbeek. De omgeving van de watermolen is een sinds 1991 van rijkswege beschermd dorpsgebied.
Diepenheim is in 2009 opgenomen in de grensoverschrijdende Oranjeroute. Naast het Warmelo, lang het woonhuis van Armgard von Cramm, is er een band met het Koninklijk Huis vanwege het Oranjemuseum Nieuwe Haghuis. Het museum, gelegen aan de Prinsendijk, heeft een uitgebreide historische collectie, waaronder de grootste verzameling Oranjeborden.
De tuinen van 't Warmelo zijn in het seizoen toegankelijk voor publiek. Op het landgoed vinden regelmatig evenementen plaats, zoals de Kastelendag, en rond de zomer vindt men er zandsculpturen.
Naast enkele antiekwinkels en galerieën zijn er in Diepenheim verscheidene kunstenaarsateliers. Herberg de Pol is startplaats en locatie voor vele activiteiten, en herbergt ook de VVV. De Werkplaats Diepenheim wordt onder meer gebruikt voor de productie van straat- en andere voorstellingen van Kunsten Op Straat.
Kunstvereniging Diepenheim is een (inter)nationaal georiënteerde instelling voor de presentatie van beeldende kunst. Het Drawing Centre Diepenheim richt zich op de presentatie van hedendaagse en actuele tekenkunst. De Kunstvereniging is verantwoordelijk voor onder meer The Non Urban Garden, de hostatuin in het Gazebo en de door herman de vries ontworpen Tuinen van Diepenheim.

## Evenementen
- Kunstmoment Diepenheim wordt gehouden gedurende de herfstvakantie. Tijdens deze week is er extra aandacht voor kunst. Kunstenaars uit de wijde omtrek werken bij mensen thuis en bij de lokale middenstand.
- Schuttersfeest Diepenheim vindt plaats in het laatste weekend van september. Op de feestweide staan kermisattracties en er is muziek in de feesttent. Verder is er op zaterdag het uitrukken van de Schutterij (in 2015 aangewezen als immaterieel cultureel erfgoed), waarbij de schutterskoning en -koningin, met de Harmonie Diepenheim voorop, een ronde door Diepenheim maken. Daarbij gaat de stoet langs kasteel Nijenhuis (Diepenheim), het oude stadhuis, kasteel Huis Diepenheim en kasteel Warmelo naar het feestterrein. Op zondagochtend is er cabaret waarbij Diepenheimse toneelspelers terugblikken op het afgelopen jaar. Diezelfde middag is er onder meer het straattheaterfestival Kunsten op Straat.
- Hemelvaartsfestival Jannarok is een gratis muziek en cultuurfestival dat elk jaar op Hemelvaartsdag plaatsvindt, in en om Jeugdsoos Why Don't Cha, in het centrum van Diepenheim.

## Kastelen en havezaten in Diepenheim
Rond Diepenheim, aan het Overijssels Havezatenpad, liggen de volgende kastelen en havezaten:
- Huis Diepenheim
- Warmelo
- Nijenhuis
- Westerflier
- Weldam
- Wegdam

## Sport
- Volleybalvereniging Time Out '75 organiseert ook jaarlijks het stratenvolleybaltoernooi met teams uit meerdere straten in Diepenheim.

## Geboren te Diepenheim
- Gooswijn van der Lawick (±1547-1629), drost van Bredevoort
- Hans Willem Bentinck (1649-1709), adviseur van Willem III van Oranje
- Bertha Elisabeth van Osselen-van Delden (1847-1936), kinderboekenschrijver
- Henny Zandjans (1953), beeldhouwer
- André Manuel (1966), muzikant en cabaretier
- Tonnie Elferink (1968), voormalig profvoetballer

## Overleden te Diepenheim
- Hugo Poortman (1858-1953), tuinarchitect
- Armgard von Cramm (1883-1971), moeder van prins Bernhard van Lippe-Biesterfeld
- Henny Vrienten (1948-2022), zanger, componist, songwriter
- Els Blaak-Schuitevoerder (1937-2024), burgemeester